# Neoarcturus barnardi
Neoarcturus barnardi är en kräftdjursart som först beskrevs av Brian Frederick Kensley 1984.  Neoarcturus barnardi ingår i släktet Neoarcturus och familjen Holidoteidae. Inga underarter finns listade i Catalogue of Life.